# Эль-Атрато
Эль-Атрато (исп. El Atrato) — муниципалитет на западе Колумбии, на территории департамента Чоко. Входит в состав субрегиона Атрато. Административный центр — посёлок Юто.

## История
Муниципалитет Эль-Атрато был выделен в отдельную административную единицу 9 мая 1997 года.

## Географическое положение

Муниципалитет Эль-Атрато

Граничит на севере с территорией муниципалитета Кибдо, на западе — с муниципалитетом Рио-Кито, на юге — с муниципалитетом Сертеги, на востоке — с муниципалитетом Льоро. Площадь муниципалитета составляет 725 км².

## Население
По данным Национального административного департамента статистики Колумбии, численность населения муниципалитета в 2015 году составляла 9927 человек.
Динамика численности населения муниципалитета по годам:
| 2005 | 2006 | 2007 | 2008 | 2009 | 2010 | 2011 | 2012 | 2013 | 2014 | 2015 |
| ---- | ---- | ---- | ---- | ---- | ---- | ---- | ---- | ---- | ---- | ---- |
| 7561 | 7766 | 7986 | 8205 | 8427 | 8664 | 8906 | 9158 | 9402 | 9664 | 9927 |

Согласно данным переписи 2005 года мужчины составляли 50,1 % от населения Эль-Атрато, женщины — соответственно 49,9 %. В расовом отношении негры, мулаты и райсальцы составляли 98,5 % от населения муниципалитета; индейцы — 0,3 %; белые и метисы — 0,2 %.
Уровень грамотности среди всего населения составлял 81,8 %.

## Экономика
Основу экономики составляют добыча полезных ископаемых, сельское хозяйство и лесозаготовка.

## Транспорт
Через территорию муниципалитета проходит национальное шоссе № 13 (исп. Ruta Nacional 13).